# Lepas
Lepas é um género de cirrípedes pertencentes à família Lepadidae.

## Espécies
O género Lepas inclui as seguintes espécies:
- Lepas anatifera Linnaeus, 1758
- Lepas anserifera Linnaeus, 1767
- Lepas australis Darwin, 1851
- Lepas hilli Leach, 1818
- Lepas indica Annandale, 1909
- Lepas pectinata Spengler, 1793
- Lepas testudinata Aurivillius, 1894